# Рыжов, Николай Иванович (радиобиолог)
Рыжов Николай Иванович (1923—2013) — советский, российский радиобиолог, доктор медицинских наук.

## Биография
Н. И. Рыжов родился 1 июня 1923 г. в деревне Мехово Перемышльского района Калужской области. Отец, Рыжов Иван Моисеевич (1896—1968), участник Первой мировой, Гражданской и Советско-польской войн, после демобилизации работал печатником в различных типографиях Москвы. Мать, Рыжова (Суетова) Матрёна Федоровна (1899—1975).
После окончания средней школы, в июне 1941 года зачислена на 1-й курс Военно-медицинской академии им. С. М. Кирова в Ленинграде. 31 декабря 1941 курс передислоцирован из блокадного Ленинграда в Самарканд. С 1943 года на фронтах Великой Отечественной войны в составе 31-й армии. В звании лейтенанта участвовал в разгроме германской группы армий «Центр» летом 1944 г. (операция «Багратион»), боях за Восточную Пруссию, освобождении Чехословакии. За боевые заслуги награжден двумя орденами Красной Звезды, медалями «За оборону Ленинграда», «За взятие Кенигсберга», «За Победу над Германией».
В 1951 г. с отличием окончил Первый московский медицинский институт и поступил в аспирантуру Института Биофизики Минздрава СССР. Вместе с научным руководителем, известным физиологом, профессором А. В. Лебединским, был в числе первых отечественных исследователей биологического действия радиации, возникающей при ядерном взрыве. Проводил радиобиологические исследования на Семипалатинском полигоне, участвовал в медико-биологическом обеспечении работ по созданию новых видов вооружений военно-морского флота. Защитил кандидатскую диссертацию в 1958 г. и докторскую диссертацию в 1983 г.
Вместе с Ю. Г. Нефедовым выступил с инициативой создания Института космической медицины и космической радиобиологии. Инициатива была поддержана руководителем Государственной службы радиационной безопасности, заместителем Министра здравоохранения СССР, Бурназянои А. И. и Главным конструктором ОКБ-1 С. П. Королёвым, и в 1963 г. Постановлением Правительства был создан Институт космической биологии и медицины (в наст. время Институт медико-биологических проблем РАН), первым директором которого стал А. В. Лебединский.
В течение многих лет руководил радиобиологической лабораторией этого Института, расположенной на базе Объединенного института ядерных исследований в г. Дубне, работая над проблемой воздействия космических излучений на живую материю. Осуществил цикл фундаментальных исследований биологического действия тяжелых ионов и протонов высоких энергий, которые легли в основу современных нормативов радиационной безопасности космических полетов.

## Основные работы
1.	Рыжов Н. И. Биологическое действие протонов. — в кн. Биофизические основы действия космической радиации и излучений ускорителей. — Л.: Наука, 1989, с. 170—178.
2.	Рыжов Н. И. Биологическое действие тяжелых ионов. — в кн. Биофизические основы действия космической радиации и излучений ускорителей. — Л.: Наука, 1989, с. 178—193.
3.	Рыжов Н. И. Биологическое действие галактического космического излучения. — в кн. Биофизические основы действия космической радиации и излучений ускорителей. — Л.: Наука, 1989, с. 193—198.
4.	Рыжов Н. И. и соавт. Биологическое действие протонов высоких энергий. — М.: Атомиздат, 1967, 508 с.
5.	Рыжов Н. И. Биологическое действие ускоренных тяжелых заряженных частиц (дисс. на соиск. уч. ст. докт. мед. наук) — М., 1982, 469 с.
6.	Рыжов Н. И. и соавт. Сравнительный анализ биологического действия протонного излучения с энергией 510 МэВ. — в кн. Проблемы радиационной безопасности космических полетов. — М.: Атомиздат, 1964, с. 194—207.
7.	Рыжов Н. И. и соавт. Действие цистеамина на клетки эпителия роговицы мышей, облученных протонами и тяжелыми ионами. — в кн.: Вопросы радиобиологии и биологического действия цитостатических препаратов, т. З. — Томск, 1971, с.21-28.
8.	Рыжов Н. И. и соавт. Исследование процессов восстановления в клетках эпителия роговицы мышей, облученных ионами углерода. — в кн.: Космическая биология и авиакосмическая медицина. — Москва-Калуга, 1972, с.288-291.
9.	Рыжов Н. И. и соавт. Цитологические и цитогенетические эффекты в клетках бактерий и млекопитающих при действии ускоренных тяжелых ионов. — Космическая биология и авиакосмическая медицина, 1974, № 2, с. 3-7.
10.	Рыжов Н. И. и соавт. Эффекты поражения и пострадиационного восстановления в клетках эпителия роговицы при действии многозарядных тяжелых ионов. — Радиобиология, 1980, т. 20, в. 3, с. 373—379.
11.	Рыжов Н. И. и соавт. Исследование радиационных поражений в тканях головного мозга крыс. — в кн. Биологические исследования на орбитальных станциях «Салют». — М.: Наука, 1984, с. 152—158.
12. The radiobiologal effects of heavy ions on mammalian cells and bacteria. — in:Life Sciences and Space Research. Xi. Berlin, 1974, p. 247—259